# Before my band explodes
Before my band explodes is een verzamelalbum van de Amsterdamse band Caesar uit 2006.

## Opnamen
Eind 2004, na het verschijnen van het album Caesar, oftewel the red album, en de daarop volgende tour, nam Caesar tijd om na zeven jaar intensief toeren tot rust te komen. Roald van Oosten werkte aan zijn Ghost Trucker-project, Sem Bakker werkte aan solomateriaal met zijn eigen band Alpaca en Marit de Loos toerde met Solex. Ongeveer een jaar later stak de band de koppen weer bij elkaar om de laatste hand te leggen aan een compilatiealbum. Het album moest zowel een greatest hits album worden, met publieks- en bandfavorieten, als een verzamelaar van obscuur en slecht te verkrijgen materiaal.
Op 16 januari 2006 verscheen Before my band explodes, een titel die verwijzing is naar het nummer Before my head explodes. Na het verschijnen van de plaat, plande de band een uitgebreide tournee langs de Nederlandse concertzalen. Tijdens deze concerten speelde Caesar het complete verzamelalbum integraal na op het podium. The Heights verzorgde het voorprogramma tijdens deze tournee. Na de tournee richtte Van Oosten zich weer op Ghost Trucker, waarvan het album 2 oktober 2006 verscheen.
Before my band explodes bleek uiteindelijk een profetische titel te zijn. In 2007 plande Caesar wederom geen bandactiviteiten. Toen oud-bandlid Marien Dorleijn eind 2007 vroeg of Caesar op het feest van zijn 30e verjaardag kwam spelen, bleek tijdens de repetities voor dat optreden, dat de muzikanten uit elkaar gegroeid waren. Op 4 februari 2008 maakte de groep bekend dat ze uit elkaar gingen. Op 4 april werd er een eenmalig afscheidsconcert gegeven in de Amsterdamse Melkweg, waarbij ook bands als Alamo Race Track, Voicst, Bettie Serveert en Scram C Baby een hommage brachten aan de band.

## Muzikanten
- Roald van Oosten - zang, gitaar, keyboards
- Sem Bakker - basgitaar, gitaar, zang
- Marit de Loos - drums, zang

### Gastmuzikanten
- Marien Dorleijn - gitaar, basgitaar
- Douglas Heingartner - gitaar
- Berend Dubbe - synthesizer
- Suzanne Roberts - viool

## Tracklist
1. Don't you feel like wow (Caesar) 2002, outtake van Caesar sessies
2. Firefly (Caesar) 1996, van Clean
3. Goodbye to Barruschna (Caesar) 1996, B-kant van No reply
4. The safeword (Caesar; 2001) opgenomen voor stripblad Barbaraal
5. Gogomobile (Caesar) 1997, outtake van No rest for the alonely sessies
6. Before my head explodes (Caesar) 1996, demo voor No rest for the alonely en B-kant van Firefly
7. Oh weirdo (Caesar) 2001, onuitgebracht nummer
8. Visions of Mars (Caesar) 1998, van het livealbum Night of the living Caesar
9. In my sequoia (Caesar) 1997, B-kant van Right from wrong ep
10. Situations/complications (Caesar) 1997, van No rest for the alonely
11. Twist (Caesar) 2003, van Caesar
12. In flames (Caesar) 2003, live op Lowlands
13. Should I fall from space (Caesar) 1997, B-kant van Right from wrong ep
14. Plastic heart (Caesar) 2002, demo
15. Alcatroz (Caesar) 2004, outtake van Caesar sessies uitgegeven op de Pop Team splitsingle met Kech
16. Return to go (Caesar) 2000, van Leaving sparks
17. Rocket (Caesar) 1996, van Clean
18. Out of orbit (Caesar) 1999, demo voor Leaving sparks
19. Dark matter (Caesar) 2003, van Caesar
20. Memory man (Caesar) 1997, B-kant van Right from wrong ep
21. Firestarter (The Prodigy) 1998, live bij de VPRO op radio 3voor12
22. Strange positions (Caesar) 2001, onuitgebracht nummer
23. (Hell yeah) Mistaken (Caesar) 2003, live op Lowlands